# Castril
Castril település Spanyolországban, Granada tartományban. Castril Huéscar, Castilléjar, Benamaurel, Cortes de Baza, Peal de Becerro, Cazorla és Santiago-Pontones községekkel határos. Lakosainak száma 1968 fő (2024).

## Népesség
A település népessége az elmúlt években az alábbi módon változott:
| Lakosok száma | 2750 | 2561 | 2581 | 2465 | 2402 | 2290 | 2236 | 2070 | 2018 | 1968 |
|               | 2001 | 2004 | 2006 | 2009 | 2011 | 2014 | 2016 | 2019 | 2021 | 2024 |